# Музей современного латиноамериканского искусства (Ла-Плата)
Музей современного латиноамериканского искусства (исп. Museo de Arte Contemporáneo Latinoamericano de La Plata, MACLA) — муниципальный художественный музей в аргентинском городе Ла-Плата, открытый в сентябре 1999 года; специализируется на современной латиноамериканской скульптуре. Инициатором создания музея был профессор и скульптор Сезар Лопес Осорнио, проводивший в Европе в период с 1992 по 1994 год успешные выставки скульптурных произведений.